# 말탈리아티
말탈리아티(이탈리아어: maltagliati, 단수: maltagliati 말탈리아토[*])는 이탈리아의 파스타이다.

## 요리
- 로비올라와 모르따델라를 넣은 말딸리아띠 : 이탈리아 북부 에밀리아 로마냐 주에서 시작된 파스타. 에밀리아 로마냐 지역의 질 좋은 고기로 만들어진 것으로 유명하다.[1]